# Louis Berlinguette
Louis Berlinguette (né le 26 mai 1887 à Sainte-Angélique, Québec, au Canada - mort le 2 juin 1959 à Rouyn-Noranda, dans la province de Québec, au Canada) est un joueur professionnel canadien de hockey sur glace,.

## Carrière de joueur
Joueur québécois qui fut l'un des réguliers des Canadiens de Montréal aux cours des années 1910. Il aida son équipe à remporter la Coupe Stanley en 1916 face aux Rosebuds de Portland. Il continua à évoluer au sein de l'équipe montréalaise même si elle fit le saut dans une nouvelle ligue, la Ligue nationale de hockey, en 1917-1918.
Il y joua jusqu'au terme de la saison 1922-1923. Il joua la saison suivante avec les Crescents de Saskatoon avant de revenir à Montréal, cette fois avec les Maroons de Montréal. Il joua par la suite une autre saison dans la LNH avant de rejoindre les Castors de Québec pour y terminer sa carrière.

## Statistiques
| Saison     | Équipe                       | Ligue         |     | Saison régulière | Saison régulière | Saison régulière | Saison régulière | Saison régulière |   | Séries éliminatoires | Séries éliminatoires | Séries éliminatoires | Séries éliminatoires | Séries éliminatoires |
| Saison     | Équipe                       | Ligue         | PJ  | B                | A                | Pts              | Pun              | PJ               | B | A                    | Pts                  | Pun                  |                      |                      |
| 1908-1909  | Club de hockey de Haileybury | TPHL          | 8   | 9                | 0                | 9                | 19               | -                | - | -                    | -                    | -                    |                      |                      |
| 1909-1910  | Club de hockey de Haileybury | NHA           | 1   | 2                | 0                | 2                | 0                | -                | - | -                    | -                    | -                    |                      |                      |
| 1910-1911  | Professionnels de Galt       | OPHL          | 5   | 0                | 0                | 0                | -                | 3                | 3 | 0                    | 3                    |                      |                      |                      |
| 1911       | Professionnels de Galt       | Coupe Stanley | -   | -                | -                | -                | -                | 1                | 2 | 0                    | 2                    |                      |                      |                      |
| 1911-1912  | Canadiens de Montréal        | ANH           | 4   | 0                | 0                | 0                | 5                | -                | - | -                    | -                    | -                    |                      |                      |
| 1911-1912  | Victorias de Moncton         | MPHA          | 9   | 7                | 0                | 7                | 15               | 2                | 0 | 0                    | 0                    | 5                    |                      |                      |
| 1912       | Victorias de Moncton         | Coupe Stanley | -   | -                | -                | -                | -                | 2                | 0 | 0                    | 0                    | 5                    |                      |                      |
| 1912-1913  | Canadiens de Montréal        | ANH           | 16  | 4                | 0                | 4                | 14               | -                | - | -                    | -                    | -                    |                      |                      |
| 1913-1914  | Canadiens de Montréal        | ANH           | 20  | 4                | 9                | 13               | 14               | 2                | 0 | 0                    | 0                    | 0                    |                      |                      |
| 1914-1915  | Canadiens de Montréal        | ANH           | 20  | 2                | 1                | 3                | 40               | -                | - | -                    | -                    | -                    |                      |                      |
| 1915-1916  | Canadiens de Montréal        | ANH           | 19  | 2                | 2                | 4                | 19               | -                | - | -                    | -                    | -                    |                      |                      |
| 1916       | Canadiens de Montréal        | Coupe Stanley | -   | -                | -                | -                | -                | 2                | 0 | 0                    | 0                    | 0                    |                      |                      |
| 1916-1917  | Canadiens de Montréal        | ANH           | 20  | 8                | 4                | 12               | 36               | 2                | 0 | 0                    | 0                    | 8                    |                      |                      |
| 1917       | Canadiens de Montréal        | Coupe Stanley | -   | -                | -                | -                | -                | 3                | 0 | 0                    | 0                    | 0                    |                      |                      |
| 1917-1918  | Canadiens de Montréal        | LNH           | 20  | 2                | 1                | 3                | 12               | 2                | 0 | 0                    | 0                    | 0                    |                      |                      |
| 1918-1919  | Canadiens de Montréal        | LNH           | 18  | 5                | 3                | 8                | 9                | 5                | 0 | 3                    | 3                    | 9                    |                      |                      |
| 1919       | Canadiens de Montréal        | Coupe Stanley | -   | -                | -                | -                | -                | 5                | 1 | 1                    | 2                    | 0                    |                      |                      |
| 1919-1920  | Canadiens de Montréal        | LNH           | 24  | 8                | 9                | 17               | 36               | -                | - | -                    | -                    | -                    |                      |                      |
| 1920-1921  | Canadiens de Montréal        | LNH           | 24  | 11               | 9                | 20               | 28               | -                | - | -                    | -                    | -                    |                      |                      |
| 1921-1922  | Canadiens de Montréal        | LNH           | 24  | 13               | 5                | 18               | 10               | -                | - | -                    | -                    | -                    |                      |                      |
| 1922-1923  | Canadiens de Montréal        | LNH           | 24  | 2                | 4                | 6                | 4                | 2                | 0 | 2                    | 2                    | 0                    |                      |                      |
| 1923-1924  | Crescents de Saskatoon       | WCHL          | 29  | 9                | 6                | 15               | 9                | -                | - | -                    | -                    | -                    |                      |                      |
| 1924-1925  | Maroons de Montréal          | LNH           | 29  | 4                | 2                | 6                | 22               | -                | - | -                    | -                    | -                    |                      |                      |
| 1925-1926  | Pirates de Pittsburgh        | LNH           | 30  | 0                | 0                | 0                | 8                | 2                | 0 | 0                    | 0                    | 0                    |                      |                      |
| 1926-1927  | Castors de Québec            | CAHL          | 19  | 3                | 3                | 6                | 31               | -                | - | -                    | -                    | -                    |                      |                      |
| Totaux LNH | Totaux LNH                   | Totaux LNH    | 193 | 45               | 33               | 78               | 129              | 11               | 0 | 5                    | 5                    | 9                    |                      |                      |

## Trophées et honneurs personnels
- 1916 : remporte la Coupe Stanley avec les Canadiens de Montréal

## Transactions
- 10 novembre 1925 : signe un contrat comme agent libre avec les Pirates de Pittsburgh.